# Verão (álbum de Naldo Benny)
Verão é o primeiro extended play do cantor Pop brasileiro Naldo Benny. O álbum foi lançado em 15 de dezembro de 2014, tendo como foco musicas para o verão do ano seguinte. O EP traz novas versões de alguns dos sucessos de álbuns anteriores, alem do single inédito Te Pego de Jeito.

## Faixas
| N.º | Título                                      | Duração |  |
| 1.  | "Faz Sentir" (Remix) (com K. Rose)          | 3:44    |  |
| 2.  | "Te Pego de Jeito" (edição para as rádios)  | 3:44    |  |
| 3.  | "Te Pego de Jeito" (versão estendida)       | 4:38    |  |
| 4.  | "Sol da Minha Vida" (edição para as rádios) | 3:00    |  |
| 5.  | "Sol da Minha Vida" (Remix Dennis DJ)       | 3:13    |  |
| 6.  | "Mexa"                                      | 3:23    |  |

## Histórico de lançamento
| País           | Data                   | Formato          | Gravadora           |
| -------------- | ---------------------- | ---------------- | ------------------- |
| Brasil         | 15 de dezembro de 2014 | Download digital | Benny Entertainment |
| Estados Unidos | 15 de dezembro de 2014 | Download digital | Benny Entertainment |